# 雄武軍
雄武军，中国古代的行政区划。
- 雄武军在今河北省兴隆县南、宣化县东北葛峪，天津市蓟县东北与河北兴隆县接界处。唐玄宗天宝六载（747年），安禄山在范阳北筑雄武城[1]，为北边军事要地，后置军使，为州境要地。唐武宗会昌二年（842年），回鹘那颉啜帅军“南趣雄武军，窥幽州”[2]，被卢龙节度使张仲武击破。后废。
- 在南唐保大十五年（957年）之前改涟州为雄武军，治所在涟水县，北宋改为涟水军。
- 宋代侍卫步军司所属有雄武军，其长官为都指挥使，每一指挥置指挥使[3]。